# Raúl Polo
Raúl Polo Llaque – peruwiański zapaśnik walczący w obu stylach. Srebrny medalista na mistrzostwach panamerykańskich w 1990. Zajął szóste i siódme miejsce na igrzyskach panamerykańskich w 1991. Zdobył dwa medale mistrzostw Ameryki Południowej, złoty w 1993. Wicemistrz świata kadetów w 1987 roku.